# Tomah
Tomah ist eine Kleinstadt (mit dem Status „City“) im Monroe County im US-amerikanischen Bundesstaat Wisconsin. Im Jahr 2010 hatte Tomah 9093 Einwohner.

## Geografie
Tomah liegt im mittleren Westen Wisconsins beiderseits des Lemonweir River, der über den Wisconsin River zum Stromgebiet des Mississippi gehört. 
Die geografischen Koordinaten von Tomah sind 43°59′6″ nördlicher Breite und 90°30′14″ westlicher Länge. Das Stadtgebiet erstreckt sich über eine Fläche von 20,36 km² und wird von den Towns La Grange (im Norden) und  Tomah (im Süden) umgeben, ohne einer davon anzugehören. 
Nachbarorte von Tomah sind Warrens (17,8 km nördlich), Valley Junction (14 km nordöstlich), Wyeville (14,4 km ostnordöstlich), Oakdale (11,3 km östlich), Clifton (21,6 km südöstlich), Wilton (20,9 km südlich), Norwalk (24,6 km südsüdwestlich), Sparta (28,1 km westlich) und Tunnel City (an der nordwestlichen Stadtgrenze).
Wenige Kilometer westlich von Tomah befindet sich mit FortMcCoy eine Garnison der U.S. Army.
Die nächstgelegenen größeren Städte sind Wausau (159 km nordöstlich), Wisconsins größte Stadt Milwaukee (270 km westsüdwestlich), Wisconsins Hauptstadt Madison (159 km südöstlich), Rockford in Illinois (269 km in der gleichen Richtung), die Quad Cities in Illinois und Iowa (315 km südlich), La Crosse am Mississippi (71,4 km westsüdwestlich), Rochester in Minnesota (181 km westlich) und die Twin Cities in Minnesota (277 km nordwestlich).

## Verkehr

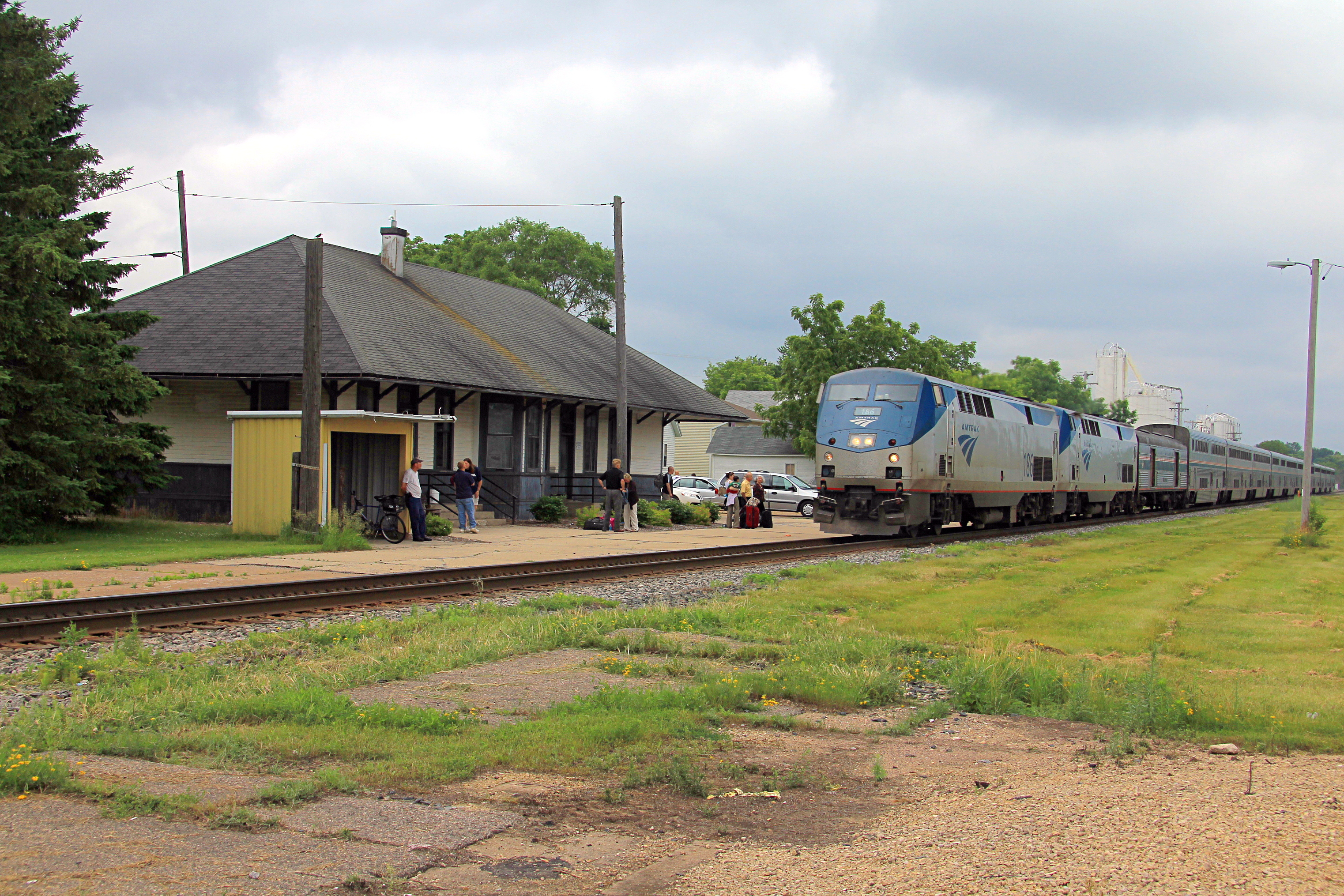
Der Empire Builder in Tomah

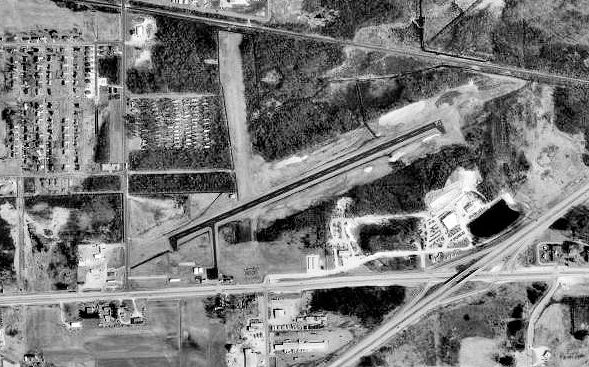
Der Flugplatz in Tomah

Am östlichen Stadtrand von Tomah treffen die Interstate Highways 90 und 94 zusammen und führen auf einer gemeinsamen Strecke weiter in östlicher Richtung. Der U.S. Highway 12 führt aus nördlicher Richtung in das Stadtgebiet und zweigt im Zentrum nach Osten ab. Durch den Norden der Stadt führt in west-östlicher Richtung der Wisconsin State Highway 21. Daneben treffen noch die Wisconsin State Highways 16 und 131 in Tomah zusammen. Alle weiteren Straßen sind untergeordnete Landstraßen, teils unbefestigte Fahrwege sowie innerörtliche Verbindungsstraßen.
In Tomah treffen zwei Eisenbahnlinien für den Frachtverkehr der Canadian Pacific Railway (CPR) und der Union Pacific Railroad zusammen. Über die Gleise der CPR verkehrt ferner für den Personenverkehr von Amtrak mit dem Empire Builder ein Fernreisezug von Chicago nach Portland in Oregon und Seattle in Washington, der in Tomah einen Zwischenhalt einlegt.
Mit dem Bloyer Field Airport befindet sich im Südosten des Stadtgebiets ein kleiner Flugplatz. Die nächstgelegenen Verkehrsflughäfen sind der La Crosse Regional Airport (69 km westsüdwestlich), der Central Wisconsin Airport bei Wausau (137 km nordöstlich) und der Dane County Regional Airport in Madison (156 km südöstlich).

## Bevölkerung
Nach der Volkszählung im Jahr 2010 lebten in Tomah 9093 Menschen in 3900 Haushalten. Die Bevölkerungsdichte betrug 446,6 Einwohner pro Quadratkilometer. In den 3900 Haushalten lebten statistisch je 2,25 Personen. 
Ethnisch betrachtet setzte sich die Bevölkerung zusammen aus 90,9 Prozent Weißen, 2,6 Prozent Afroamerikanern, 1,7 Prozent amerikanischen Ureinwohnern, 1,2 Prozent Asiaten, 0,3 Prozent Polynesiern sowie 1,1 Prozent aus anderen ethnischen Gruppen; 2,2 Prozent stammten von zwei oder mehr Ethnien ab. Unabhängig von der ethnischen Zugehörigkeit waren 4,0 Prozent der Bevölkerung spanischer oder lateinamerikanischer Abstammung. 
24,9 Prozent der Bevölkerung waren unter 18 Jahre alt, 59,9 Prozent waren zwischen 18 und 64 und 15,2 Prozent waren 65 Jahre oder älter. 49,8 Prozent der Bevölkerung waren weiblich.
Das mittlere jährliche Einkommen eines Haushalts lag bei 38.510 USD. Das Pro-Kopf-Einkommen betrug 22.225 USD. 20,9 Prozent der Einwohner lebten unterhalb der Armutsgrenze.

## Bekannte Bewohner
- Arthur C. Ruge (1905–2000), Ingenieur, Erfinder und Professor am MIT, geboren in Tomah
- Susan Szabo (* 1949), Psychologin und Schriftstellerin, aufgewachsen in Tomah